# T'a Milano
T'a Milano è un'azienda dolciaria italiana specializzata in prodotti artigianali di cioccolato, caramelle, biscotti, creme spalmabili, torte e panettoni. È stata fondata dagli eredi della famiglia Alemagna, creatrice dello storico marchio milanese del settore alimentare.

## Storia
Dopo la cessione dell'Alemagna alla SME agli inizi degli anni settanta, la famiglia fondatrice dell'industria dolciaria meneghina che era vista tra i consumatori come la storica rivale della Motta (con la quale SME decise la fusione nel 1976 in Unidal) uscì dai riflettori separando il suo percorso da quello della società creata da Gioacchino Alemagna nel 1921, che dopo il passaggio gestionale alla finanziaria agroalimentare dell'IRI avrà negli anni a venire un percorso piuttosto tortuoso (come del resto la sua dirimpettaia). La famiglia Alemagna confessò nel corso del tempo di aspirare la riconquista della titolarità del marchio, divenuto in seguito nel 1993 di proprietà di Nestlé e dal 2009 in mano a Bauli. Nel 2008 Tancredi e Alberto Alemagna, nipoti del fondatore, decidono di avviare una nuova attività in grado di ricalcare quella dell'antica Alemagna, ovvero la produzione di pasticceria, caramelle, cioccolateria e dolci da forno a consumo tradizionale (panettoni); inoltre, proprio come alle origini della società un tempo conosciuta come quella con il marchio della A raffigurante il Duomo stilizzato, la T'a Milano è attiva anche nel settore ristorazione e catering. Il sito produttivo si trova a Cerro Maggiore (Milano).

## Situazioneattuale[quando?]
T'a Milano ha ricevuto dei riconoscimenti dalle organizzazioni del settore (come la Tavoletta d'oro tra il 2010 e il 2016, e l'International Chocolate Award) per alcune sue produzioni. La società nel 2017 ha riportato un fatturato di 5,2 milioni di €.